# Actinodaphne obscurinervia
Actinodaphne obscurinervia är en lagerväxtart som beskrevs av Yen C. Yang & P.H. Huang. Actinodaphne obscurinervia ingår i släktet Actinodaphne och familjen lagerväxter. Inga underarter finns listade i Catalogue of Life.